# Catahoula Parish
Das Catahoula Parish (frz.: Paroisse de Catahoula) ist ein Parish im US-amerikanischen Bundesstaat Louisiana. Das U.S. Census Bureau hat bei der Volkszählung 2020 eine Einwohnerzahl von 8906 ermittelt. Der Verwaltungssitz (Parish Seat) ist Harrisonburg.

## Geografie
Das Parish liegt im mittleren Norden Louisianas und hat eine Fläche von 1915 Quadratkilometern, wovon 93 Quadratkilometer Wasserfläche sind.
Es wird im Osten vom Ouachita River begrenzt, der hier als Black River bezeichnet wird und an der südöstlichen Ecke des Parishs in den Red River mündet. Dieser bildet die Südgrenze des Catahoula Parishs.
Rund 35 km östlich bildet der Mississippi die Grenze Louisianas zum benachbarten Bundesstaat Mississippi.
Das Catahoula Parish grenzt an folgende Nachbarparishes:
| Caldwell Parish | Franklin Parish  | Tensas Parish    |
| La Salle Parish |                  | Concordia Parish |
|                 | Avoyelles Parish |                  |

## Geschichte
Das Catahoula Parish wurde 1808 aus Teilen des Ouachita Parish und des Rapides Parish gebildet. Der Name ist abgeleitet vom Wort der Taensa-Sprache (einer Untergruppe der Natchez) für großer, klarer See.

## Bevölkerung
Nach der Volkszählung im Jahr 2010 lebten im Catahoula Parish 10.407 Menschen in 3753 Haushalten. Die Bevölkerungsdichte betrug 5,7 Einwohner pro Quadratkilometer. In den 3753 Haushalten lebten statistisch je 2,57 Personen.
Ethnisch betrachtet setzte sich die Bevölkerung zusammen aus 66,8 Prozent Weißen, 31,8 Prozent Afroamerikanern, 0,4 Prozent amerikanischen Ureinwohnern, 0,1 Prozent Asiaten sowie aus anderen ethnischen Gruppen; 0,9 Prozent stammten von zwei oder mehr Ethnien ab. Unabhängig von der ethnischen Zugehörigkeit waren 1,2 Prozent der Bevölkerung spanischer oder lateinamerikanischer Abstammung.
22,1 Prozent der Bevölkerung waren unter 18 Jahre alt, 62,3 Prozent waren zwischen 18 und 64 und 15,6 Prozent waren 65 Jahre oder älter. 47,0 Prozent der Bevölkerung waren weiblich.
Das jährliche Durchschnittseinkommen eines Haushalts lag bei 38.205 USD. Das Pro-Kopf-Einkommen betrug 20.178 USD. 21,0 Prozent der Einwohner lebten unterhalb der Armutsgrenze.

## Ortschaften im Catahoula Parish
Town
- Jonesville

Villages
- Harrisonburg
- Sicily Island

Census-designated place (CDP)
- Wallace Ridge

Andere Unincorporated Communities
| - Aimwell - Archie - Argo - Book - Duty | - Enterprise - Foules - Greenville - Larto - Lee Bayou | - Leland - Manifest - Mayna - Parhams - Peck | - Quaid - Rhinehart - Rosefield - Security - Serena | - Sherwood - Trinity - Utility - Walters - Wildwood |

## Gliederung
Das Catahoula Parish ist in neun durchnummerierte Distrikte eingeteilt:

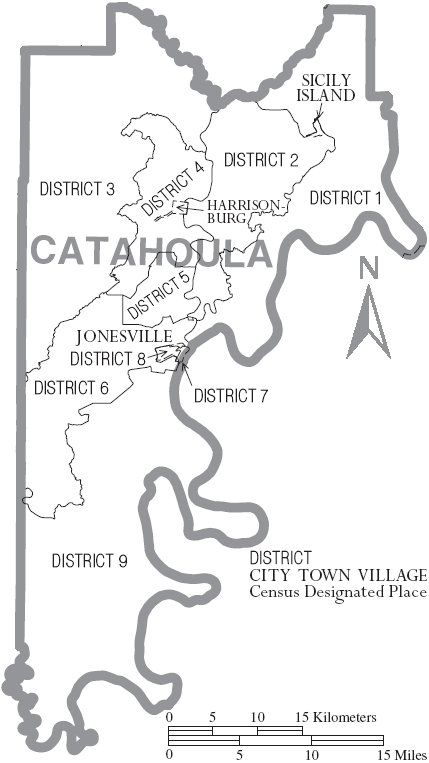
Gliederung des Catahoula Parishs

| Distrikt | Einwohner (2010) | FIPS     |
| -------- | ---------------- | -------- |
| 1        | 767              | 22-94036 |
| 2        | 1131             | 22-94234 |
| 3        | 1142             | 22-94414 |
| 4        | 1909             | 22-94597 |
| 5        | 1286             | 22-94795 |
| 6        | 1050             | 22-94963 |
| 7        | 922              | 22-95119 |
| 8        | 1226             | 22-95260 |
| 9        | 974              | 22-95377 |